# Ommatius senex
Ommatius senex är en tvåvingeart som beskrevs av Stanley Willard Bromley 1936. Ommatius senex ingår i släktet Ommatius och familjen rovflugor. Inga underarter finns listade i Catalogue of Life.